# Caitlin Munoz

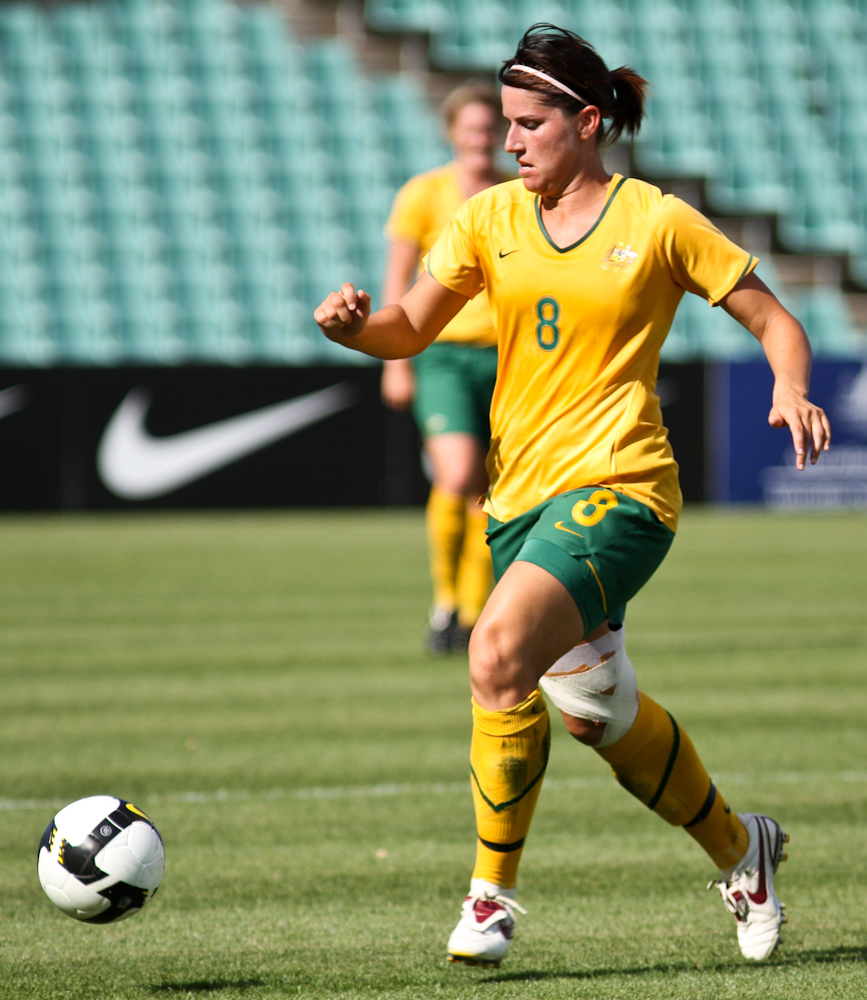
Munoz jugando para la selección de Australia en 2009.

Caitlin Rose Munoz (4 de octubre de 1983) es una exfutbolista australiana que jugaba como centrocampista en el Canberra United FC de la W-League de Australia. 
En Australia ha jugado en el ACT Academy of Sport y el Canberra United (2008-2017). Tras jugar el Mundial sub-20 2002, debutó con la selección australiana en 2005. Fue subcampeona de la Copa Asiática 2006, y también jugó el Mundial 2007 y la Copa Asiática 2008.
Munoz se retiró del fútbol en 2019.